# Maurodactylus albidus
Maurodactylus albidus är en insektsart som först beskrevs av Friedrich Anton Kolenati 1845.  Maurodactylus albidus ingår i släktet Maurodactylus och familjen ängsskinnbaggar. Inga underarter finns listade i Catalogue of Life.